# Nagy József (traktoros)
Nagy József (Szolgaegyháza, 1938. augusztus 29. – Székesfehérvár, 2021. február 26.) állami díjas magyar traktoros, az Agárdi Állami Gazdaság dolgozója.

## Élete
Szolgaegyházán (ma Szabadegyháza) született, de már Zichyújfaluban nevelkedett. 1970-ben megkapta a Magyar Népköztársaság Állami Díjának második fokozatát (megosztva Fartel Mihállyal és Németh Tiborral), az Agárdi Állami Gazdaság Zichyújfalui Kerülete szocialista brigádjainak megszervezéséért, illetve a Német Demokratikus Köztársaságból származó nagy teljesítményű kombájnok üzemeltetésében elért eredményeiért. 1976-ban, 1980-ban, 1981-ben és 1983-ban a szakma kiváló dolgozója lett.
1986-ban a Munka Érdemrend arany fokozatával tüntették ki.
2021. február 26-án hunyt el agyvérzésben.